# Trattato di mutua cooperazione e sicurezza tra Stati Uniti d'America e Giappone
Il trattato di mutua cooperazione e sicurezza tra Stati Uniti d'America e Giappone (日本国とアメリカ合衆国との間の相互協力及び安全保障条約?, Nippon-koku to Amerika-gasshūkoku tono aida no sōgo kyōryoku oyobi anzen hoshō jōyaku, in inglese Treaty of Mutual Cooperation and Security between the United States and Japan) è stato stipulato il 19 gennaio 1960 tra il Giappone e gli Stati Uniti.

## Storia
Si tratta in realtà di una versione rinnovata di un trattato di sicurezza reciproca tra gli Stati Uniti e il Giappone, stipulato nel settembre 1951, in concomitanza con il Trattato di San Francisco per completare il programma di assistenza militare da parte degli Stati Uniti per gli altri stati alleati. Nel trattato del 1951 era previsto solo il mantenimento di truppe e basi statunitensi nel territorio giapponese, mentre il rapporto del potere militare era definito chiaramente a favore degli Stati Uniti relegando il Giappone alla posizione di un alleato cooperante e subalterno. Il trattato rinnovato del 1960 è stato inteso per conseguire un maggior equilibrio del rapporto di forza militare tra le due nazioni, introducendo il concetto di reciprocità. In  modo tale che il governo degli Stati Uniti fosse obbligato a consultare e preavvisare quello giapponese per ogni eventuale cambiamento logistico delle proprie basi militari nel territorio giapponese. La politica del governo giapponese per il rinnovo del trattato nel 1960 suscitò un'enorme contestazione del popolo giapponese provocando tumulti violenti per tutto il territorio nazionale. La ratifica del nuovo trattato fu firmata dal Segretario di Stato degli Stati Uniti Christian Herter e il primo ministro giapponese Nobusuke Kishi.

## Forze armate statunitensi attualmente presenti nel territorio giapponese

Terreni occupati dalle basi militari statunitensi in Okinawa (evidenziati in rosso)

Le forze armate degli Stati Uniti erano presenti massicciamente sul territorio nipponico dal momento della capitolazione del Giappone nell'agosto 1945, quando 350.000 militari statunitensi insieme alle altre forze alleate occuparono l'arcipelago. La guerra di Corea (1950-1953) provocò un cambiamento radicale della situazione con il trasferimento di gran parte delle truppe statunitensi dal Giappone alla nuova area di conflitto.
Successivamente iniziò quindi una riduzione graduale delle forze americane in Giappone che è continuata costantemente nel tempo. Ad esempio, 8.000 marines e 9.000 dipendenti avrebbero dovuto trasferirsi da Okinawa a Guam nel 2014.
Nel 2012 il governo giapponese pagava per il sostegno delle forze statunitense 191.900.000.000 yen ca. (nel 2007, la cifra era di 217 miliardi di yen pari circa a 2 miliardi di dollari ca.), mentre il canone annuale imposto agli Stati Uniti per la propria installazione sull'isola di Okinawa nel 2010, era di 800 milioni ca.
Nel 2024 in Giappone erano presenti circa 55.000 militari statunitensi, una cifra rimasta abbastanza stabile e senza particolari cambiamenti dall'inizio degli anni 2000.